# ناحیه نوشهرو فیروز
ناحیه نوشهرو فیروز (به انگلیسی: Naushahro Feroze District) یکی از ناحیه‌های پاکستان در پاکستان است که در Naushahro Feroze واقع شده‌است. ناحیه نوشهرو فیروز ۲٬۹۴۵ کیلومتر مربع مساحت و ۱٬۶۱۲٬۳۷۳ نفر جمعیت دارد.